# Скорбященская церковь (Рига)
Скорбященская церковь — бывшая каменная церковь во имя иконы Божией Матери «Всех Скорбящих Радость», существовавшая в Мариинском (в честь великой княжны Марии Александровны) детском приюте Благотворительного общества для призрения русских бедных в Риге.
Заложена в Фомино воскресенье 4 апреля 1893 года, а освящена 26 декабря того же года Высокопреосвященным Арсением, архиепископом Рижским и Митавским. Храм был сооружён Благотворительным обществом для призрения русских бедных в память исполнившегося в 1893 году тридцатилетия его деятельности. Благодаря усердию этого общества церковь была благолепной, снабжена ризницей и утварью в полном достатке; вместимостью на 200 человек.
С 1 ноября 1899 по 23 сентября 1904 года в храме служил священник Николай Перехвальский (1873—1966).
С 1913 по 1962 год настоятелем храма был митрофорный протоиерей Иоанн Журавский (1867—1964).
Церковь снесена в 1964 году. Её иконостас перенесли в церковь св. Иоанна Предтечи и установили в левом приделе, освящённом — в память утраченной церкви — во имя иконы Божией Матери «Всех Скорбящих Радость».